# Carla Geurts
Carla Louise Maria Geurts (Geldrop, 20 april 1971) maakte halverwege de jaren negentig van de twintigste eeuw deel uit van de mondiale zwemtop op de middellange en lange afstanden van de vrije slag. Ze nam tweemaal deel aan de Olympische Spelen, maar won hierbij geen medailles.
Geurts was lid van achtereenvolgens Nuenen, PSV (Eindhoven), De Dolfijn (Amsterdam) en UZSC Utrecht.
Geurts bezit een lange erelijst op zowel internationale kortebaan (25 meterbad) als langebaankampioenschappen (50 meterbad).
Ze maakte haar internationale debuut in het seniorencircuit bij de Europese kampioenschappen van 1993 in Sheffield. Daar eindigde de toenmalige studente bewegingswetenschappen op de elfde en zesde plaats, op respectievelijk de 400 meter vrije slag en de 4 x 200 meter vrije slag. In datzelfde jaar won de stayer de zilveren medaille op de vijf kilometer bij de wat toen de zelfstandige Europese kampioenschappen openwaterzwemmen waren in Tsjechië.
Bij de post-olympische Europese kampioenschappen van 1996, gehouden in Rostock, won ze onder meer goud op de 800 meter vrije slag (8.34,66), zilver op de 400 meter vrije slag (4.10,36) en brons op de 200 meter vrije slag (1.59,16). Twee jaar later, bij de Europese kampioenschappen in Sheffield, prolongeerde ze haar titel op de 400 meter vrije slag (4.08,85).
Bij de reguliere Europese kampioenschappen op de langebaan (50 meter) won Geurts in totaal drie zilveren medailles: op de 400 meter vrije slag (4.10,73 in Wenen, 1995), op de 4 x 200 meter vrije slag (8.10,17 in Wenen, 1995) en op de 800 meter vrije slag (8.36,14 in Sevilla in 1997).
Geurts was finaliste bij twee Olympische Spelen: in 1996 in Atlanta en 2000 in Sydney.
In 2002, na afloop van de wereldkampioenschappen in Fukuoka, beëindigde Geurts haar topsportcarrière. Ze woont sinds 1996 in Canada, waar ze op 9 september 2003 in het huwelijk trad met zwemtrainer Andrew Cole. Na haar studie bewegingswetenschappen aan de Vrije Universiteit in Amsterdam (1996) studeerde ze begin 2005 nogmaals af aan de faculteit Biology and Kinesiology van de Universiteit van New Brunswick te Canada.